# Idalécio John
Idalécio John est un homme politique santoméen, capitaine de la guerre et de la mer dès octobre 2016 ainsi que capitaine de la frégate.